# Livvi-carelià
El livvi-carelià (noms alternatius: livvi, livvikovià, olonets, olonentsi del sud, carelià o ливвиковский язык, en rus) és una llengua baltofinesa de la família uràlica parlat pels carelians d'Olonets (auto-anomenats livvis o livgilaizet), tradicionalment residents de l'àrea entre el llac Làdoga i l'Onega, la nord del riu Svir. El nom carelians d'Olonets prové del territori que habiten, la regió administrativa d'Olonets, que alhora prové de la ciutat d'Olonets, que rep el nom del riu Olonka.

## Història
Abans de la Segona Guerra Mundial, el livvi-carelià es parlava tant a Rússia com a Finlàndia, en la part més oriental de la Carèlia Finlandesa. Després, es va forçar Finlàndia a cedir grans parts de Carèlia a la URSS després de la guerra, la població finlandesa livvi-careliana es va restablir a Finlàndia. Avui en dia, encara hi ha parlants natius de livvi-carelià dispersos per Finlàndia, però totes les zones on és una llengua comunitària es troben a Rússia.
Els parlants de livvi-carelià es troben principalment al districte d'Olonets, a Pryazhinsky, a Pitkyarantsky i en part dels districtes de Carèlia de Suoyarvsky.
El livvi-carelià va romandre fora de la influència del rus malgrat la gran afluència de russos seguida de la fundació de Sant Petersburg l'any 1703.